# Adamica

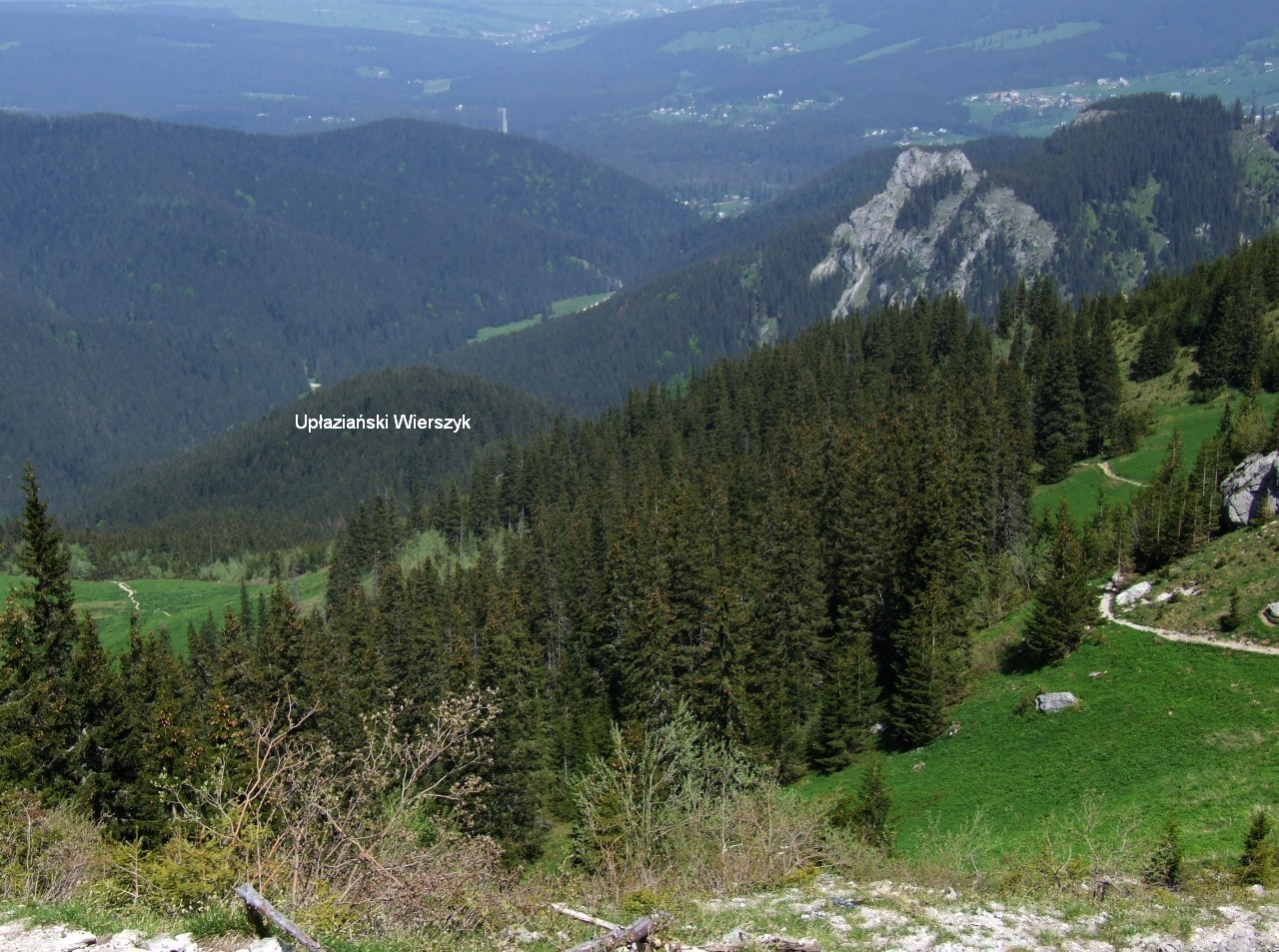
W dole Upłaziański Wierszyk

Adamica (ok. 960–1200 m n.p.m.) gwarowo zwana Jadamicą – całkowicie porośnięty lasem grzbiet kończący północno-zachodnią grań Ciemniaka w Tatrach Zachodnich. Opada od wierzchołka Upłaziańskiego Wierszyka (1203 m) w północno-zachodnim kierunku do wideł Kościeliskiego Potoku i Miętusiego Potoku. Północno-wschodnie stoki opadają do Krowiego Żlebu i Doliny Miętusiej, górna część południowo-zachodnich do Upłaziańskiego Żlebu.
Grzbietem Adamicy prowadzi droga leśna z polany Zahradziska do polany Upłaz oraz popularny szlak turystyczny z Doliny Kościeliskiej na Czerwone Wierchy.

## Szlaki turystyczne
– czerwony z Cudakowej Polany przez Adamicę, Upłaziański Wierszyk, polanę Upłaz, Chudą Przełączkę i Twardy Grzbiet na Ciemniak. Czas przejścia: 3:25 h, ↓ 2:30 h.